# الأثر الإنساني للغزو الروسي لأوكرانيا عام 2022
كان للغزو الروسي لأوكرانيا في عام 2022 مجموعة واسعة من الآثار الإنسانية، سواء في أوكرانيا أو على الصعيد الدولي. من بين هذه التحديات أزمة اللاجئين الأوكرانيين في عام 2022، وإعاقة الإمدادات الغذائية العالمية، والتجنيد الإلزامي على نطاق واسع في كل من روسيا وأوكرانيا، والآثار العسيرة على المجتمع الأوكراني.

## أزمة اللاجئين
بدأت أزمة اللاجئين المستمرة في أوروبا في أواخر شهر فبراير 2022 عقب الغزو الروسي لأوكرانيا. تم تسجيل ما يقرب من 7.9 مليون لاجئ فروا من أوكرانيا في جميع أنحاء أوروبا، في حين أن ما يقدر بنحو 8 ملايين شخص قد شردوا داخل البلد في أواخر شهر مايو. غادر ما يقرب من ربع مجموع سكان البلد ديارهم في أوكرانيا بحلول 20 مارس، تجدر الإشارة إلى 90% من اللاجئين الأوكرانيين هم من النساء والأطفال، في حين أن معظم الرجال الأوكرانيين الذين تتراوح أعمارهم بين 18 و60 عامًا ممنوعون من مغادرة البلاد. بحلول 24 مارس، ترك أكثر من نصف جميع الأطفال في أوكرانيا منازلهم، ربعهم غادر البلد. تسبب الغزو في أكبر أزمة لاجئين في أوروبا منذ الحرب العالمية الثانية وما أعقبها، وهو الأول من نوعه في أوروبا منذ حروب يوغوسلافيا في التسعينات، وهي أكبر أزمة لجزء في القرن الحادي والعشرين، إذ بلغ معدل نزوح اللاجئين أعلى مستوى على الصعيد العالمي.
دخلت الغالبية العظمى من اللاجئين في البداية إلى البلدان المجاورة غرب أوكرانيا (بولندا وسلوفاكيا والمجر ورومانيا ومولدوفا). ثم انتقل نحو 3 ملايين شخص إلى الغرب باتجاه بلدان أوروبية أخرى. حتى 18 أكتوبر، كانت البلدان التي استقبلت أكبر أعداد من الأوكرانيين هي روسيا (2.77 مليون) وبولندا (1.5 مليون) وألمانيا (مليون) وجمهورية التشيك (0.5 مليون)، وتستضيف الأخيرة حاليًا أكبر عدد من اللاجئين الأوكرانيين للفرد الواحد. في سبتمبر 2022. وثقت هيومن رايتس ووتش نقل مدنيين أوكرانيين قسرًا إلى روسيا. ذكر مكتب حقوق الإنسان التابع للأمم المتحدة أنه «كانت هناك ادعاءات ذات مصداقية بنقل الأطفال غير المصحوبين بذويهم قسرًا إلى الأراضي الروسية المحتلة، أو إلى الاتحاد الروسي نفسه». قدرت وزارة خارجية الولايات المتحدة الأمريكية أن ما لا يقل عن 900 ألف مواطن أوكراني نقلوا قسرًا إلى روسيا. عاد أكثر من 4.5 ملايين أوكراني إلى أوكرانيا منذ بداية الغزو.
سمحت بلدان الاتحاد الأوروبي المتاخمة لأوكرانيا بدخول جميع اللاجئين الأوكرانيين، والتمس الاتحاد الأوروبي بتوجيه الحماية المؤقتة التي يمنح الأوكرانيين الحق في البقاء والعمل والدراسة في أي دولة عضو في الاتحاد الأوروبي لفترة أولية مدتها سنة واحدة. أبلغ بعض الأفراد من غير الأوروبيين والغجر عن وجود تمييز إثني على الحدود.

## الزراعة وإمدادات الغذاء
كانت أوكرانيا من بين أكبر المنتجين والمصدرين الزراعيين في العالم، وكثيرَا ما وصفت بكونها «سلة غذاء أوروبا». خلال موسم تسويق القمح الدولي 2020/2021 (يوليو – يونيو)، احتلت المرتبة السادسة في قائمة أكبر مصدري القمح، مشكلة 9% من تجارة القمح العالمية. يعتبر البلد أيضًا مصدرًا رئيسيًا على الصعيد العالمي للذرة والشعير واللفت. في 2020/2021، شكلت أوكرانيا 12% من التجارة العالمية في الذرة والشعير، و14% من الصادرات العالمية الجاهزة. حصتها التجارية أكبر في قطاع زيت عباد الشمس، حيث شكل البلد نحو 50% من الصادرات العالمية في 2020/2021.
كان من المعتقد أن تعطل قطاعي الحبوب وبذور النفط في أوكرانيا أمر حتمي. عشية الغزو، أعد ما يقدر ب 6 ملايين طن من القمح و 15 مليون طن من الذرة للتصدير. حسب لمنظمة الأمم المتحدة للأغذية والزراعة (الفاو)، كان من شأن ذلك التسبب في مزيد من الخسائر في الأرواح ووزيادة في الاحتياجات الإنسانية. إضافة إلى ذلك، فإن الصعوبات المحتملة في تصدير الأغذية والأسمدة التي يواجهها الاتحاد الروسي، الذي هو مصدر رئيسي للبوتاس والأمونيا واليوريا وغيرها من العناصر المغذية للتربة، نتيجة للجزاءات الاقتصادية، يمكن أن تعرض الأمن الغذائي لبلدان عديدة للخطر. يؤدي ارتفاع أسعار الغاز الطبيعي إلى ارتفاع أسعار الأسمدة الزراعية، مما يتسبب في زيادة أسعار الأغذية على الصعيد العالمي. من الفئات الضعيفة بوجه خاص، تلك التي تعتمد اعتمادًا كبيرًا على أوكرانيا والاتحاد الروسي في وارداتها من الأغذية والأسمدة. تندرج العديد من هذه البلدان في مجموعة أقل البلدان نموًا، في حين تنتمي بلدان أخرى كثيرة إلى مجموعة البلدان منخفضة الدخل التي تعاني من عجز غذائي. مثلًا، استوردت إريتريا 47% من وارداتها من القمح في عام 2021 من أوكرانيا. أما نسبة 53% الأخرى فكانت من الاتحاد الروسي. عمومًا، تعتمد أكثر من 30 دولة على أوكرانيا وروسيا في ما يزيد عن 30٪ من احتياجاتها من واردات القمح، ويقع عديد من تلك البلدان في شمال أفريقيا، وفي غرب ووسط آسيا.
منذ بداية الغزو، احتلت القوات الروسية شبه جزيرة القرم الأوكرانية، وسرعان ما اجتاحت ما تبقى من ساحل بحر آزوف، وهو ساحل البحر الأسود شرق مدينة خيرسون. فرضت البحرية الروسية حصارًا على الموانئ الأوكرانية، وهددت بشن هجوم برمائي ضد مدينة أوديسا الساحلية، ومنع تصدير محصول عام 2021 عن طريق البحر. بذلت أوكرانيا والبلدان الشريكة جهودًا لزيادة الصادرات برًا، ولكن هناك حاجة إلى توافر قدرات شحن بحرية من أجل شحن كميات كبيرة من المنتجات، ومرافق تخزين فارغة لحصاد عام 2022. أتاحت هزيمة القوات الروسية في جزيرة الثعبان في 30 يونيو بعض الانفراج، إذ فتحت أوكرانيا أربعة موانئ على نهر الدانوب وبالقرب منه.
دى هجوم روسي إلى تدمير سد كوزاروفيتشي، الذي ينظم التدفق من خزان كييف، مما تسبب في حدوث فيضانات على طول نهر إيربين. منعت الدفاعات الأوكرانية هجومًا صاروخيًا روسيًا على سد كييف على نهر دنيبر. كان من شأن حدوث خرق في السد أن يؤدي إلى فيضان أجزاء من كييف، وإلحاق ضرر بسدود المصب، وتهديد محطة زاباروجيا للطاقة النووية. فجرت القوات الروسية السد الواقع على قناة شمال القرم الذي أقامته أوكرانيا لمنع تدفق المياه إلى الأراضي الزراعية في القرم التي استولت عليها روسيا في عام 2014. قطع الروس خدمات المياه المدنية كجزء من حصار ماريوبول.
اتهمت وزارة الدفاع الأوكرانية روسيا بسرقة «مئات آلاف الأطنان من الحبوب» من صوامع الحبوب ومرافق التخزين الأخرى في جميع أنحاء أوكرانيا المحتلة، ونقل الحبوب إلى الموانئ المحتلة للتصدير. أيضًا، نهبت كميات كبيرة من المعدات الزراعية، والحاصدات والجرارات المجمعة من المزارع والوكالات، ونقلت إلى روسيا، وفي بعض الحالات، إلى مناطق بعيدة مثل الشيشان. من المحتمل أن تؤدي سرقة الحبوب من المناطق المحتلة في أوكرانيا إلى تفاقم الأزمات الغذائية، إذ حذر كل من وزير الزراعة الأوكراني وبرنامج الأغذية العالمي التابع للأمم المتحدة من أن ذلك قد يؤدي إلى تفاقم أزمة الغذاء الأوكرانية، بل وتفاقم الجوع في العالم. في 30 مايو، ادعت روسيا أنها بدأت تصدير حبوب العام الماضي من خيرسون إلى روسيا، وأنها تعمل على تصدير بذور عباد الشمس. قال وزير الخارجية الروسي سيرغي لافروف: «إذا حلت كييف مسألة إزالة الألغام من موانئها، فإن البحرية الروسية ستضمن مرور السفن التي تحمل الحبوب دون عوائق إلى البحر الأبيض المتوسط». وفقًا للسكان المحليين، كان الجنود الروس يقطفون الفراولة في خيرسون أوبلاست.